# 吉井秀仁
吉井 秀仁（よしい ひでひと、1956年8月27日 - ）は、元競輪選手。現在は東京中日スポーツ所属の競輪解説者、競輪レポーター。千葉県茂原市出身。日本競輪学校（当時。以下、競輪学校）第38期生。現役時は日本競輪選手会千葉支部所属。師匠は須藤一男。血液型はO型。

## 来歴
千葉県立茂原工業高等学校を卒業後、競輪学校へ入学。在校時には柳井譲二・山口健治と共に38期生の「三羽烏」と謳われた。
初出走は1976年11月21日の千葉競輪場で、初勝利も同レース。デビュー後は「茂原の怪童」「2周半逃げ切る男」などと称され、1978年の競輪祭新人王戦で優勝し、順調に出世をしていった。
1979年の高松宮杯競輪では中野浩一の捲りを不発にし、続くオールスター競輪では長く中野浩一自身が生涯最高のレースと自賛した捲りに敗れるも、これらのレースでは決勝に進出している。
そして、その年の競輪祭競輪王戦では、東日本が吉井ら3人に対し九州勢が6人決勝に勝ち上がり、折り合いも注目されたが、中心の中野浩一に有利な展開が見込まれた。結局中野の練習仲間の堤昌彦が実績でやや上回る緒方浩一に中野の番手を譲り、中野-緒方-堤で折り合い前受け。これを吉井-山口国男が赤板前に抑えに出ると木庭賢也がその外に追い上げ吉井をサンドにかかる、この勝負所で吉井は先頭誘導員の内まで差し込んで中野をインに押圧、強烈な気合を見せる。あくまで突っ張るか迷う中野に『引け』と声をかけた緒方が、3番手の位置まで引いてきた中野の外に追い上げ中野に競り込むという意外な展開になり、吉井が後続のもつれを尻目に逃げ切って特別競輪（現在のGI）初優勝を果たした。
続く1980年の日本選手権競輪決勝は絶好調の吉井が3連勝で勝ち上がり、それに対し中野浩一も江嶋康光が勝ち上がったため特別決勝で初めて引き出し役を得る事になった。レースは打鐘過ぎ吉井が先行態勢に入るところを、中野を連れた江嶋が一気にカマシて出るが、吉井も踏み込むと中野はここで江嶋マークを離し、先頭から江嶋-吉井-藤巻昇-中野-国持一洋となる。最終バックで中野が捲ってくると、吉井はそれを見ながら番手捲りを、吉井に並びかけた中野はそのままコーナーを回って直線へ、中野マークの国持が外伸びたが、吉井は押し切り勝ちを果たした。
更に続く同年の高松宮杯競輪では、この時点の特別競輪制覇回数で吉井と中野は全く並び、この開催中4連勝、前年の競輪祭決勝から特別競輪9連勝で決勝に進出し、乗りに乗る吉井にここで勝たれれば第一人者交代となり、なんとしても吉井の特別3連覇を阻止しなければならない立場に追い込まれた中野浩一の戦法が注目されたが、前年の宮杯決勝で吉井の前に捲り不発に終わった中野の表情は硬く、恒例の前日インタビューでも、これまで決勝前に必ず口していた『いつも通り』―いつも通り走れば勝てるの自信の現れ―の一言は聞かれなかった。号砲、スタートに出遅れた中野は、自らクリップバンドを外して手を挙げ再スタートを求め、再スタートでは滅多に見せないS取り（スタートから先導誘導員追走）で前を取り、抑えてきた吉井を迎え入れ苦肉のイン粘りに出て、山口健治に競り込むという異例の展開を見せた。気合い十分で再三中野に当たり押圧する山口に対し、このシリーズ動き一息の中野は明らかに固く、インでこらえるが王者らしからぬ余裕のなさは周回中からもその背中からはっきり見て取れた。中野は最終2センター（最後のカーブ中央部分）で後続の藤巻昇に託すかのように中バンクまで山口を押し上げ（両者失格）道を空けると、間髪を入れず踏み込んだ藤巻渾身の差し足が寸前で吉井をとらえて優勝、更に前年中野ラインでその捲り不発で出番のなかった国松利全も鋭く伸びて2着。吉井自身は3着に終わったもののこの3つの特別競輪決勝は、彼の輝かしい戦歴の中でも白眉をなすものになった。
この年の上半期、年間賞金レースで吉井は中野に大きく水をあけ、賞金王への期待も膨らんだが、毎年この時期から調子をあげてくる菅田順和に続いた同配分で三連敗するなど宮杯以降はいい所なく、オールスター・競輪祭を連覇して年間獲得賞金1億円を達成した中野に対し、吉井は5000万がやっとという結果に終わった
しかし当時全盛を誇った王者・中野浩一に対し4連続で先着1着3回、特別競輪決勝で3回連続で先着するという輝かしい成績を収めたことから、競輪における中野のライバルとして確固たる地位を築き、その後も対中野に最も露骨な闘争心を持った選手としてフラワーラインの滝澤正光らと共に激しい戦いを繰り広げていった。
1984年の日本選手権競輪決勝では、優勝した滝澤正光を捨て身の先行により引き出したフラワーラインの清嶋彰一に対し、控室にて正座で出迎え頭を下げて礼を述べており、彼の古風な競輪選手気質をよく表していると評された。自身もこの年の秋、オールスター競輪において優勝を果たしている。
そして選手としてのピークを過ぎた1988年から、ある転機が訪れる。田中誠の漫画『ギャンブルレーサー』に「関優勝（主人公）の友人」という設定で、何度か描かれるようになった。これは漫画における主人公のバックボーンしての意味があったのだが、これにより吉井自身の一般的な知名度が全盛期よりも高くなるという不思議な現象をもたらした。
後年は鈴木誠や武井大介など弟子入りした選手の育成にも力を注ぎ、（当時は中間クラスの）A級選手として走るようになっても、往年の知名度から場内のファンを沸かせつづけた。しかし、2002年年ごろの春からレースへの辞退が相次ぎ、後に膝の故障で手術を受けたもののドクターストップがかかっていたことによる事態であったと謝罪・説明を行い、最終的には松戸競輪場と千葉競輪場にて引退セレモニーが執り行なわれ、「26年の選手生活に悔いはない。一番思い出深いレースは昭和54年、岸和田での第22回オールスター決勝（5着）だった。」とコメントを残して、7月に引退表明した。
2002年7月31日、選手登録消除。通算戦績は2073戦464勝、優勝66回（うちGI4回）。

## 引退後
競輪場の場内でレポーターやTV解説者として出演しており、「最も競輪客のような解説者」として人気がある。またタレントの伊藤克信と共に場内イベントの進行役や予想会などを行うことが多い。
松戸競輪場では千葉の中心選手であった吉井の功績を称え、吉井秀仁杯フラワーラインカップを開催している。なお2016年より日本名輪会に会員として加わったことから2017年より同開催は日本名輪会カップとしても行われている。
競輪祭で中野を破って引き上げる時、「ザマーミロ、あー気持ちいい。」と言い放ち、同県の後輩の金星を祝福しようと通路にいた輪聖白鳥伸雄を驚かせた。当人もこれは覚えていて、20数年後SPEEDチャンネルの名勝負でこのレースが取り上げられた際に、「あの時余分なこと言っちゃった、ザマーミロって言っちゃったんですよ」、と自ら語り、悔恨をにじませた。

## 主な獲得タイトル
- 1978年 - 競輪祭新人王戦（小倉競輪場）
- 1979年 - 競輪祭（小倉競輪場）
- 1980年 - 日本選手権競輪（前橋競輪場）
- 1984年 - オールスター競輪（西宮競輪場）

## 競走スタイル
デビュー直後、逃げた時のスピードから「千葉の快速先行」とあだ名されていたが、ピークを過ぎてからは追込戦法に転じている。併走時の横への捌きには強く、内側で後方から来る選手の仕掛けに合わせる「イン待ち」の全盛時代には評論家の鈴木保巳から「イン待ち日本一」のお墨付きを得ていた。
また勝負どころで一人だけ前に進み、先導誘導員の直後を走る選手の外側で少し前に位置し、内側を走る選手を押さえ込みつつ、後方から先頭に出ようとする仲間の選手への援護を図る戦法である「イン切り」の達人としても知られ、主にフラワーラインの連携でこの戦法を用いていた。